# Srđan Jovanović
Srđan Jovanović, chiamato anche Sergian Karageorgiou dopo aver ottenuto il passaporto greco (in serbo Срђан Јовановић?; Belgrado, 1º marzo 1976), è un ex cestista serbo con cittadinanza greca.

## Carriera
Cresce nel vivaio della Stella Rossa Belgrado per poi passare in Grecia all'Aris Salonicco. Dopo tre anni di permanenza, approda in Italia disputando un campionato e mezzo con la maglia dell'Olimpia Milano e un anno e mezzo con la maglia della Pallacanestro Trieste, poi un anno a Cantù. Nel 2001 fa quindi ritorno in Serbia alla Stella Rossa, mentre l'anno successivo lo inizia in Legadue all'Andrea Costa Imola dove viene tagliato a campionato in corso.
Nel 2004-05 Jovanović è in forza all'Atlas Belgrado prima di passare nel campionato ungherese al Kecskeméti. Dopo una breve parentesi greca col Makedonikos, va in Polonia dove prima termina l'anno al Kotwica Kołobrzeg, e poi inizia quello successivo coi colori del Polpak Świecie rimanendo fino al novembre 2007. Tre mesi più tardi approda nuovamente in Ungheria, questa volta trasferendosi al PVSK Pécs. Nel 2008-09 è di scena in Iran accettando l'offerta dello Heyat Shahrekord, mentre l'anno seguente gioca da gennaio con lo Xanthi nella seconda serie greca.